# La Aldea de San Nicolás
La Aldea de San Nicolás település Spanyolországban, Las Palmas tartományban. La Aldea de San Nicolás Artenara, Mogán és Tejeda községekkel határos. Lakosainak száma 7449 fő (2024).

## Népesség
A település népessége az elmúlt években az alábbi módon változott:
| Lakosok száma | 8055 | 7988 | 8431 | 8539 | 8633 | 8225 | 7613 | 7504 | 7536 | 7449 |
|               | 2001 | 2004 | 2007 | 2009 | 2012 | 2014 | 2017 | 2019 | 2022 | 2024 |